# Nová Bystrica
Nová Bystrica es un municipio del distrito de Čadca en la región de Žilina, Eslovaquia, con una población estimada a final del año 2024 de 2570 habitantes.
Se encuentra ubicado al noroeste de la región, cerca del curso alto del río Váh (cuenca hidrográfica del Danubio) y de la frontera con la República Checa y Polonia.

## Demografía
| Año        | 1994 | 2004    | 2014    | 2024    |
| ---------- | ---- | ------- | ------- | ------- |
| Población  | 2928 | 2855    | 2781    | 2570    |
| Diferencia |      | −2,49 % | −2,59 % | −7,58 % |

| Año        | 2023 | 2024    |
| ---------- | ---- | ------- |
| Población  | 2563 | 2570    |
| Diferencia |      | +0,27 % |